# Oskovec
Oskovec je přírodní rezervace západně od města Strážnice v okrese Hodonín. Důvodem ochrany je lužní porost, hnízdiště ptactva.